# Melchior Barthel
Melchior Barthel, född 1625, död 1672, var en tysk bildhuggare.
Melchior Barthel verkade i Venedig, där han utförde gravmonument över dogen Giovanni Pesaro samt i Dresden. Barthel utförde även arbeten i elfenben för Das grüne Gewölbe i Dresden.

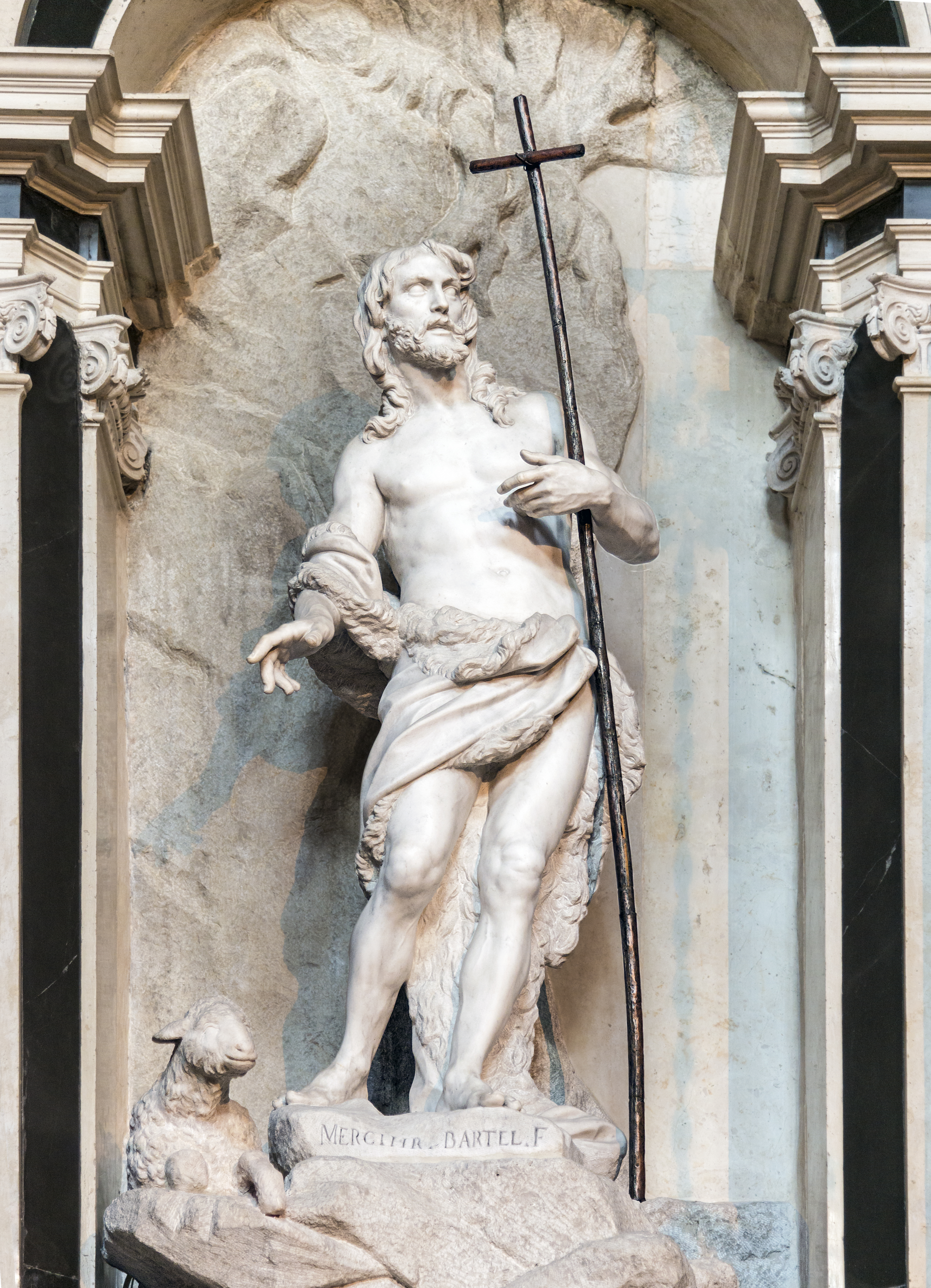
Johannes Döparen Santa Maria di Nazareth
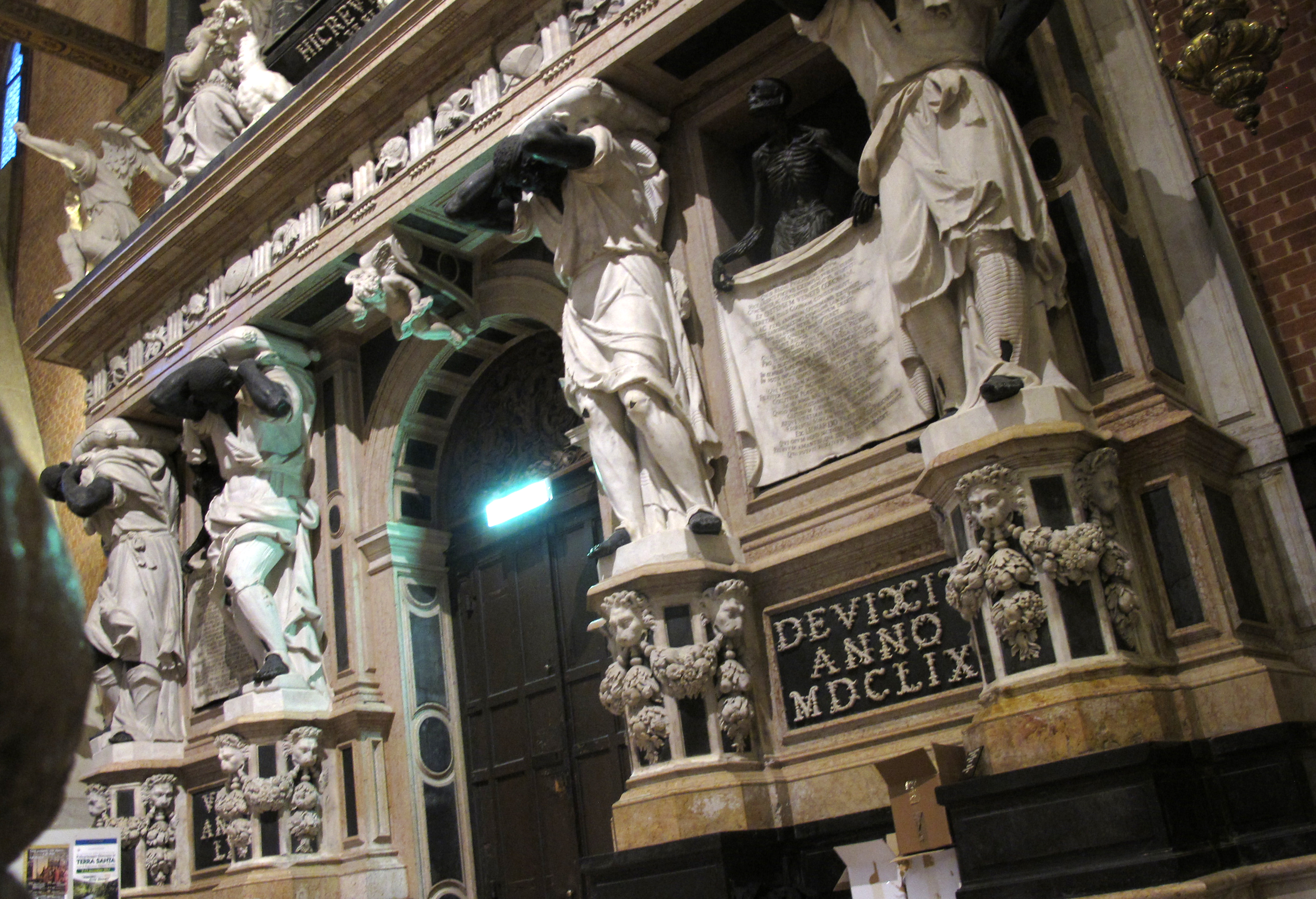
Melchior Barthel, Frari Venedig